# Sati
Sati, indijsko sežiganje vdov, dobesedno »krepostna žena«, je do skrajne konsekvence prignana navezanost žene na moža. Žena, ki se je poročila z možem, naj ostane pri njem za večno, tudi v onostranstvu prav tako kakor na tem svetu. Ko bi umrl mož, bi na isti dan, ko bi upepelili njegovo telo, upepelili tudi njegovo soprogo. Sati je bil omejen samo na odrasle.

## Razvoj šege
Sežiganje vdov lahko zasledujemo vsaj tja do drugega tisočletja pred n. št. Po vsej Indiji najbrž nikoli ni bilo razširjeno. Nastalo je pri plemenih, ki pripadajo arijski jezikovni skupini. Dravidsko prebivalstvo juga se nikoli ni prav spoprijateljilo s to šego.
Šega ne izvira iz sakralnih človeških verovanj in že najstarejše indijske verske knjige, Vede, se odmikajo od satija. Kvečjemu ga dovoljujejo, vendar priporočajo, da naj bi reševali žene smrti v plemenih. Med drugim dovoljuje: če leže žena zraven umrlega soproga na grmado in jo še v zadnjem hipu prime za roko drug moški, naj ga prizna za drugega soproga in se povrne v svet živih. 
Širitev šege nekateri pripisujejo Bramanom, ki naj bi prigovarjali zlasti premožnim ženam, naj se dado sežgati hkrati z možem. V takem primeru je bila vdovna zapuščina potem njihova. Manj je bila šega razširjena med revnejšimi sloji, bržčas prav zato, ker je bila zapuščina tam manj atraktivna.